# José María Lombardero

José María Lombardero (n. Buenos Aires, Argentina,15 de mayo de 1920-Buenos Aires, Argentina, 30 de agosto de 1999) fue un sacerdote católico argentino, popularmente conocido por sus apariciones en televisión, así como profesor de Teología en la Universidad Católica Argentina.

## Biografía
Lombardero nació en el barrio de Coghlan, en una familia de ocho hermanos. Su padre fue dueño de un bar.[cita requerida]
Entró en el seminario a los 23 años, cuando llevaba seis años trabajando en el ferrocarril. Se ordenó sacerdote en 1948. En 1952 fue a España, donde se diplomó en doctrina social. Estudio en el Colegio Carlos Pellegrini. Hablaba inglés, francés, italiano y portugués[cita requerida].
El 24 de noviembre de 1957 fue designado como cura párroco de San Juan Bautista el Precursor.
Fue profesor de Filosofía y Teología de la Universidad Católica Argentina.

## Televisión
En 1974 participó del Programa Dios y los Niños " Primer programa de Television espiritual en la Television Argentina. Un Innovador, creador, creativo en donde se cantaba y realizaban ensenanzas a los ninos para su formacion y Crecimiento. Entre los ninos que han participado Pina Armentano y Silvana Armentano que con su simpatia y alegria acompanaban al Padre Lombardero en su exitoso programa de Television. Tambien participó en el programa conducido por Raúl Urtizberea llamado El abogado del diablo, donde el periodista jugaba el papel de "fiscal de Dios" poniendo en apuros al sacerdote para "destapar la humanidad de la gente", emitido por Canal 11. Representaban la posición “laica” y “religiosa” discutiendo sobre dudas existenciales y otras relacionadas con temas más cotidianos, cada uno defendiendo su posición con buenos argumentos y despertando muchas polémicas.
A partir de 1971 participó en el programa Yo me quiero casar y usted?, conducido por Roberto Galán por canal Teledoce, en el que cantaba tangos y realizaba casamientos múltiples.
El padre Lombardero también condujo Dios es mi Descanso, que cerraba las transmisiones de Canal 9 en los años ochenta y noventa.

## Otras actividades
Lombardero se caracterizó por decir frases como "Lo que me interesa es que la palabra de Dios llegue a la mayor cantidad de gente", una forma de poder hacer esto, era además de la televisión, el canto. Editó un disco llamado Dios y los niños, junto al coro de niños de su parroquia, que incluye el tema "Al cielo, al cielo quiero ir".
Durante 42 años tuvo a su cargo la parroquia "San Juan Bautista Precursor", poco antes de su muerte, concurre a la Legislatura para defender en Audiencia Pública, el proyecto de cambio de Código de Edificación y expresar su repudio por la intención de la empresa Urbana XXI de construir un edificio de seis pisos y un grupo de triplex, que significaba un grave problema para el barrio.

## Críticas y controversias
Se lo ha señalado como simpatizante de la dictadura militar argentina, sobre la que se le atribuye la frase "la
lucha patriótica de las Fuerzas Armadas debe ser hasta las últimas consecuencias”
En 1991, declaró en un programa radial que tratándose de homosexuales y travestis “a veces matar no es malo”, por lo que la Comunidad Homosexual Argentina inició una querella judicial.
En 1993, el artista plástico León Ferrari incluyó a Lombardero entre los personajes de su libro Exégesis, que reconstruye, según la visión del autor, las posturas de la Iglesia sobre el sexo, la familia y los derechos humanos.

## Fallecimiento
El Padre Lombardero, en una entrevista en El pueblo quiere saber, dijo: "Lo que solo le pido a Dios es morir sin sufrimiento, no digo tampoco de golpe, pero si con el mayor goce posible". Murió el 30 de agosto de 1999, a causa de un paro cardiorrespiratorio a los 79 años. Hacía dos meses antes había pasado por una operación de triple by-pass, pero siguió su esforzado ministerio pastoral: el domingo había celebrado dos misas por la mañana y había bautizado, confesado y atendido a muchas personas. Sus restos fueron enterrados en el cementerio Jardín de Paz de Pilar. La misa de responso final fue presidida por monseñor Jorge Mario Bergoglio (actual papa Francisco).
Fue distinguido post mortem como ciudadano distinguido de la ciudad de Rosario.